# Boissise-la-Bertrand
Boissise-la-Bertrand – miejscowość i gmina we Francji, w regionie Île-de-France, w departamencie Sekwana i Marna. Przez miejscowość przepływa Sekwana. 
Według danych na rok 1990 gminę zamieszkiwało 788 osób, a gęstość zaludnienia wynosiła 101 osób/km² (wśród 1287 gmin regionu Île-de-France Boissise-la-Bertrand plasuje się na 683. miejscu pod względem liczby ludności, natomiast pod względem powierzchni na miejscu 502.).